# Archivinformationssystem Hessen
Das Archivinformationssystem Hessen (auch Archivinformationssystem Arcinsys oder Arcinsys Hessen genannt) löste 2015 als Archivinformationssystem und digitale Datenbank des Hessischen Landesarchivs und vieler weiterer hessischer Archive das bis dahin benutzte Hessische Archiv-Dokumentations- und -Informationssystem – HADIS ab.

## Geschichte
Arcinsys wurde in Kooperation mit dem Land Niedersachsen als ein gemeinsames System für Nutzer und Mitarbeiter entwickelt, um das digitale Angebots- und Aufgabenspektrum der Archive abzudecken.
Seit Ende 2016 ist auch das Land Schleswig-Holstein an der Kooperation beteiligt.

## Funktion
Arcinsys bietet als Nachfolger von HADIS für jedermann eine kostenfreie Möglichkeit zur Online-Recherche von Archivalieneinheiten und Archivbeständen des Landes Hessen und vieler weiterer dem System angeschlossener Archive. Das Informationssystem wendet sich an einen breiten Kreis von Interessenten der hessischen Landesgeschichte.
Es handelt sich hierbei um eine Webanwendung, die sich somit unabhängig vom Archivstandort nutzen lässt. Gegenüber Hadis hat sie einen erheblich erweiterten Funktionsumfang. Über die Benutzer-Oberfläche können öffentliche und private Archive in Hessen ihre Einrichtungen präsentieren und über ihre Bestände informieren. Zeitgleich ist Arcinsys eine Rechercheplattform, auf der in den frei zugänglichen Erschließungsinformationen des Landesarchivs und weiterer beteiligter Archive mit Hilfe unterschiedlicher Strategien gesucht werden kann. Die Archivalien können direkt zur Einsicht im Archiv bestellt oder, sofern digital vorhanden, online nach einmaliger Registration des Benutzers eingesehen werden.

## Inhalt
Arcinsys enthält derzeit Datensätze zu etwa 6 Millionen Archivalieneinheiten und zu 6.000 Archivbeständen. Neuerschließungen der beteiligten Archive werden sukzessive digitalisiert und sollen in Sekundenschnelle online im Internet recherchierbar sein, soweit keine rechtlichen Vorschriften eine Veröffentlichung ausschließen.
Folgende Archive (Stand Februar 2015) haben Bestandsbeschreibungen und Stückverzeichnungen ihrer Archivalien in Arcinsys veröffentlicht:
- das Hessische Hauptstaatsarchiv Wiesbaden, das Hessische Staatsarchiv Darmstadt und das Hessische Staatsarchiv Marburg
- das Archiv der deutschen Jugendbewegung auf der Burg Ludwigstein bei Witzenhausen
- die Archivschule Marburg
- das Archivzentrum der Universitätsbibliothek Senckenberg in Frankfurt am Main
- das Universitätsarchiv Frankfurt[4]
- die Universitätsarchive der TU Darmstadt, der Universität Gießen und der Universität Marburg
- das Kreisarchiv des Hochtaunuskreises
- die Stadtarchive Darmstadt, Grünberg, Kassel, Lorsch, Maintal, Wiesbaden und Weiterstadt
- die Gemeindearchive Altenstadt, Langgöns, Lohra und Messel
- das documenta Archiv für die Kunst des 20. und 21. Jahrhunderts in Kassel

Darüber hinaus enthält Arcinsys Kurzbeschreibungen zu etwa 270 weiteren Archiven in Hessen mit den entsprechenden Adressangaben und Kommunikationsdaten. Arcinsys steht weiteren hessischen Archiven zur Veröffentlichung ihrer Erschließungsdaten offen.

## Nutzung
Es sind zwei Formen der Nutzung möglich:
- als unangemeldeter Nutzer erhält man Zugriff auf Kontaktdaten und detaillierte Bestandsinformationen der beteiligten Archive. Visualisierte Digitalisate können online angesehen werden.
- als registrierter Nutzer können zusätzlich die gesuchten Archivalien auf eine persönliche Merkliste übernommen werden, Nutzungsanträge bei den Archiven direkt gestellt sowie Archivalien zur Nutzung bestellt werden. Diese werden dann separat aufgelistet.